# Gmina Legnickie Pole
Die Gmina Legnickie Pole [lɛgˈɲiʦcɛ ˈpɔlɛ] ist eine Landgemeinde im Powiat Legnicki der Woiwodschaft Niederschlesien in Polen. Ihr Sitz ist das gleichnamige Dorf (deutsch Wahlstatt, polnisch 1945–1948 Dobre Pole), es liegt ca. zehn Kilometer südöstlich von Legnica (Liegnitz).

## Geschichte
Von 1975 bis 1998 gehörte die Gmina zur Woiwodschaft Legnica.

## Gliederung
Die Landgemeinde (gmina wiejska) Legnickie Pole umfasst ein Gebiet von 85,37 km² und hat rund 5200 Einwohner. Der Gemeinde gehören folgende Orte an:
| - Bartoszów (Barschdorf) - Biskupice (Bischdorf) - Czarnków (Tscharnikau, 1938–1945 Schwarzrode) - Gniewomierz (Oyas) - Kłębanowice (Klemmerwitz) - Koiszków (Koischkau) - Koskowice (Koischwitz) - Księginice (Kniegnitz) | - Legnickie Pole (Wahlstatt) - Lubień (Liebenau) - Mikołajowice (Nikolstadt) - Nowa Wieś Legnicka (Neudorf) - Ogonowice (Kaudewitz) - Strachowice (Strachwitz) - Raczkowa (Rosenau) - Taczalin (Tentschel) |

Weitere Ansiedlungen sind Mąkolice (Mankelwitz) und Psary (Hünern).

## Sehenswürdigkeiten
- Barockkirche St. Hedwig von Kilian Ignaz Dientzenhofer in Legnickie Pole
- Gotische Dorfkirche in Legnickie Pole, beherbergt das Museum der Schlacht bei Liegnitz (bzw. Wahlstatt) im Jahre 1241
- Wasserschloss der Herren von Schweinitz in Lubień.

## Verkehr
Der Haltepunkt Nowa Wieś Legnicka an der Bahnstrecke Katowice–Legnica liegt im Gemeindegebiet.